# Xemeneia del Motor Moderno
La Xemeneia del Motor Moderno o del Motor Nou és un fumeral situat al camí Vell de Torrent al municipi de Catarroja construït el 1863. És Bé de Rellevància Local amb identificador nombre 46.16.094-007